# Краун, Гордон Томас
Гордон Томас Краун (англ. Gordon Thomas Crown, 20 июня 1929, Ливерпуль — 17 ноября 1947) — английский шахматист.
Бронзовый призер чемпионата Великобритании 1947 г. (был допущен в турнир вместо отказавшегося от участия Р. Комба; чемпионом стал Г. Голомбек).
Серебряный призер юниорского чемпионата Великобритании 1946 г.
Победитель побочного турнира шахматного конгресса в Гастингсе (1946 / 47 гг.).
В составе сборной Великобритании участнвовал в матче со сборной СССР. Играл на 4-й доске против гроссмейстера А. А. Котова. В 1-м туре сумел одержать победу. Партия, которую советский гроссмейстер выиграл у Крауна во 2-м туре, входит в сборники партий Котова.
В составе сборной Англии участвовал в радиоматче со сборной Австралии (1947 г., победа над М. Джеллисом) и матче со сборной Нидерландов (Гаага, 1947 г., 1½ из 2 против Л. Туммерса).
Считался самым перспективным молодым шахматистом в послевоенной Англии. Друживший с Крауном мастер Л. Барден полагает, что тот мог стать сильным гроссмейстером. Г. Голомбек в статье, посвященной Крауну, отмечает, что тот уже в юном возрасте показал практическую силу и большой шахматный потенциал.
Страдал диабетом. 17 ноября 1947 г. был госпитализирован с острым приступом аппендицита. Умер во время операции.